# Kęstutis Grinius
Kęstutis Grinius (* 10. August 1956 in Marijampolė) ist ein litauischer Politiker.

## Leben
Nach dem Abitur an der Mittelschule absolvierte er das Diplomstudium der Mathematik am Vilniaus pedagoginis institutas und arbeitete danach als Mathematik-Lehrer in der Rajongemeinde Ukmergė sowie als Schuldirektor in Užugiris bei Ukmergė. Von 1990 bis 1992 war er Mitglied im Seimas und leitete ab 1991 eine Oberkommission bezüglich der Vermögensverstaatlichung von Lietuvos komunistų partija. Nach einer Arbeitslosigkeit von 1992 bis 1994 leitete Grinius bis 1997 ein Staatsunternehmen als Generaldirektor. Seit 1997 ist er wieder arbeitslos.
Kęstutis Grinius gründete die Partei Tautos pažangos partija.
Er ist verheiratet und hat mit seiner Frau Rita eine Tochter und einen Sohn.